# UEFA Euro 2012 (computerspel)
UEFA Euro 2012 (ook bekend als Euro 2012) is een voetbalsimulatiespel uit de UEFA Euro-serie, ontwikkeld door EA Canada en uitgegeven door EA Sports. Euro 2012 kwam op 14 april 2012 uit als downloadbare inhoud voor FIFA 12. Euro 2012 is beschikbaar voor Microsoft Windows, PlayStation 3 en Xbox 360.
Omdat deze game onderdeel uitmaakt van FIFA 12 zijn dezelfde soundtracks te horen als in die game. De enige toevoeging is het nummer "Endless Summer" van de Duitse zangeres Oceana.

## Teams

### 16 finalisten
- Denemarken
- Duitsland
- Engeland
- Frankrijk
- Griekenland
- Ierland
- Italië
- Kroatië

- Nederland
- Oekraïne
- Polen
- Portugal
- Rusland
- Spanje
- Tsjechië
- Zweden

### Overige UEFA-teams
- Albanië
- Andorra
- Armenië
- Azerbeidzjan
- België
- Bosnië en Herzegovina
- Bulgarije
- Cyprus
- Estland
- Faeröer
- Finland
- Georgië
- Hongarije

- IJsland
- Israël
- Kazachstan
- Letland
- Liechtenstein
- Litouwen
- Luxemburg
- Macedonië
- Malta
- Moldavië
- Montenegro
- Noord-Ierland

- Noorwegen
- Oostenrijk
- Roemenië
- San Marino
- Schotland
- Servië
- Slowakije
- Slovenië
- Turkije
- Wales
- Wit-Rusland
- Zwitserland